# Басалаев, Михаил Иванович
Михаил Иванович Басал́аев (1901 — ?) — советский инженер по радиотехнике.

## Биография
Родился в 1901 году.
В 1920—1924 годах служил в РККА. Там получил специальность радиотехника, по которой потом работал в составе группы, возглавляемой А. Л. Минцем (впоследствии — Бюро мощного радиостроения).
С начала 1930-х годов — инженер завода имени Коминтерна. Экстерном окончил Московский учебный комбинат связи. 
С 1947 года — начальник лаборатории в (РТИАН имени академика А. Л. Минца). Участник советской ядерной программы.

## Признание
- Сталинская премиявторой степени (1951) — за участие в проектировании, разработке и изготовлении элементов мощного синхроциклотрона.— за участие в проектировании, разработке и изготовлении элементов мощного синхроциклотрона .
- Государственная премия СССР (1970) — за участие в разработке, сооружении и вводе в действие линейного ускорителя протонов на энергию 100 мэв — инжектора Серпуховского протонного синхротрона.
- орден Красной Звезды (31.12.1939) — за успешную работу по выполнению правительственного задания по специальному строительству как главный инженер строительства № 432.
- Грамота ЦИК СССР (17.11.1934) — за участие в строительстве 500-квт радиостанции имени Коминтерна

Публикации
- Получение высокого вакуума в резонаторах линейного ускорителя И-100-инжектора протонного синхротрона на энергию 70 ГЭВ [Текст] / М. И. Басалаев, С. А. Ильевский, К. Г. Мирзоев, В. Г. Рогозинский. — Серпухов : [б. и.], 1971. — 26 с. : ил.; 25 см.